# 茨城県道7号石岡筑西線
茨城県道7号石岡筑西線（いばらきけんどう7ごう いしおかちくせいせん）は、茨城県石岡市から筑西市に至る県道（主要地方道）である。

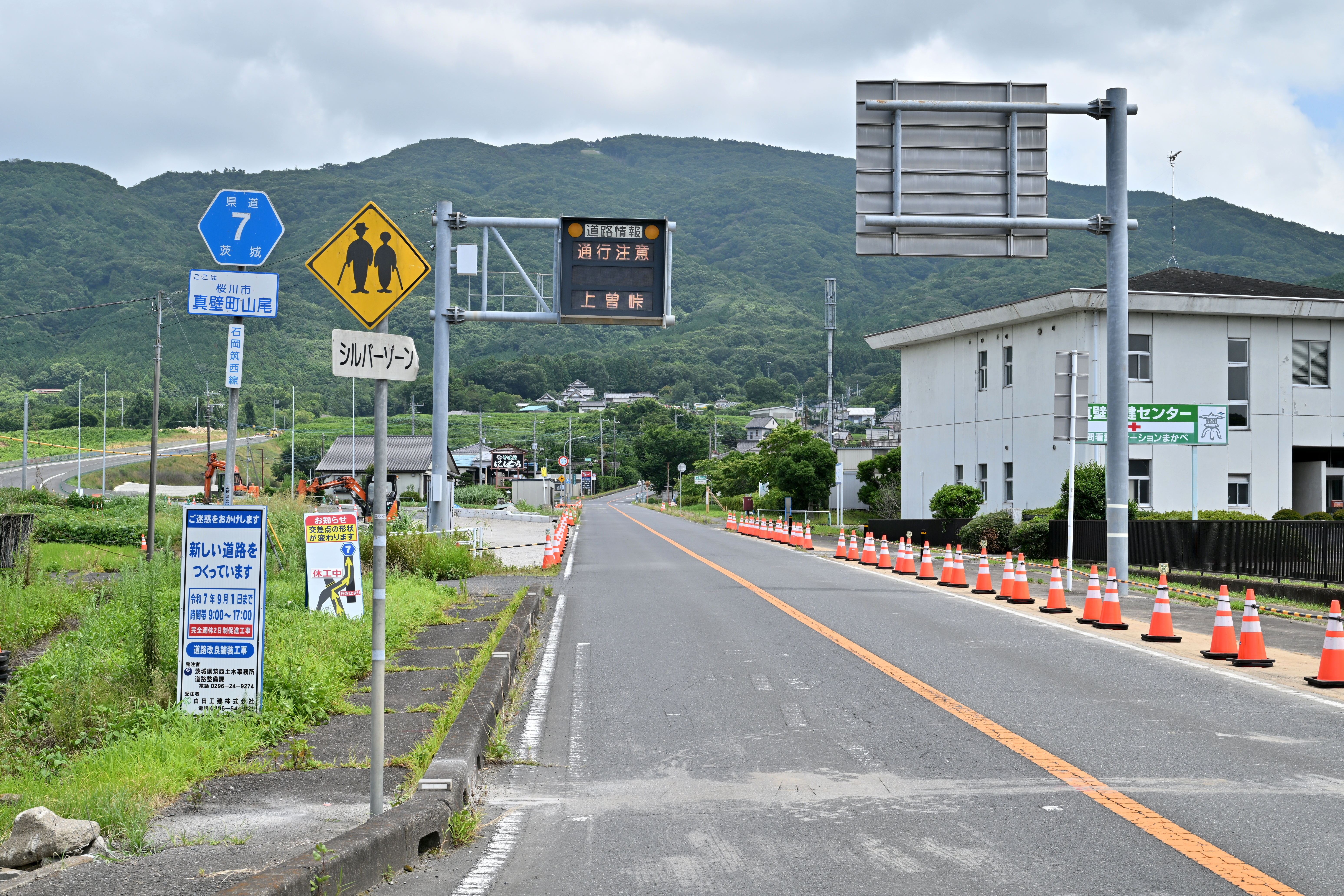
茨城県道7号石岡筑西線
桜川市真壁町山尾（2025年7月）

## 概要
石岡市と筑西市を最短ルートで東西に結ぶ全長約35キロメートル (km) の主要地方道で、途中の筑波連峰にある上曽峠越えを含む。県南地域の国道6号・国道355号から県西地域に至る主要交通路であるため終日、交通量が多い。
国道6号と交差する石岡市東大橋から常磐線・常磐自動車道を陸橋で渡り、柏原工業団地を抜け、石岡市村上に至る区間は、通称「村上六軒線」と呼ばれ、正式な都市計画道路名は「石岡都市計画道路 3・4・1号 村上六軒線」という。

### 路線データ
- 起点：茨城県石岡市旭台（国道6号交点）
- 終点
  1. 茨城県筑西市西谷貝字沼堀342番2（国道294号交点）[2]
  2. 茨城県筑西市横塚字堂東57番1地先（国道50号交点）[3]
- 総延長：39.522 km[4]
- 重用延長：0.017 km[4]
- 未供用延長：なし[4]
- 実延長：39.505 km[4]
- 自動車交通不能区間延長[注釈 1]：なし[4]

## 歴史
1954年（昭和29年）1月に建設省（当時）で主要地方道を指定する告示が出されたのを受け、1954年（昭和29年）9月1日、茨城県では道路法（昭和27年6月10日法律第180号）第7条の規定に基き主要地方道を一次認定した23路線の内の一つで、起点を下館市、終点を石岡市、重要な経過地を真壁郡真壁町・新治郡柿岡町とする路線が県道下館石岡線（当時の路線名）であった。1995年（平成7年）に整理番号7となり、2005年（平成17年）では現在の路線名である県道石岡筑西線に改称された。2007年（平成19年）、路線認定当初からの石岡市内の旧道ルート（府中 - 村上）が市道に降格となっている。2014年（平成26年）、国道50号下館バイパスが全線開通したことにより、現道が国道指定解除されたのを受け、現道の一部である横塚 - 桜町 - 西谷貝の区間が新たに県道指定された 。

### 年表
- 1954年（昭和29年）9月1日：県道下館石岡線（整理番号17）として路線認定[5]。
- 1960年（昭和35年）12月14日：全区間（下館市丙の2級国道前橋水戸線分岐 - 石岡市石岡の1級国道6号線交点）が供用開始される[6]。
- 1966年（昭和41年）6月20日：小貝川に架かる県道石岡下館線の成田橋（下館市大字茂田 - 大字成田）の架け替え、および取付け道路の供用開始[7]。
- 1968年（昭和43年）12月12日：石岡市大字村上の狭隘路（最小幅員4.0 m、延長813 m）を線形拡幅改良[8]。
- 1971年（昭和46年）
  - 1月18日：真壁郡真壁町大字細芝 - 同郡明野町大字猫島の新道（約1.44 km）へ付け替え供用開始[9]。
  - 4月8日：真壁町市街地のバイパス道路整備区域が指定され、真壁郡真壁町大字飯塚 - 同町大字塙世の県道石岡下館線の新道を供用開始[10]。
- 1972年（昭和47年）1月20日：真壁郡真壁町大字飯塚字十一番耕地 - 大字飯塚字二番耕地の県道石岡下館線の新道（約0.28 km）を供用開始[11]。
- 1973年（昭和48年）3月22日：真壁郡真壁町大字真壁（川原町交差点） - 大字飯塚字二番耕地の県道石岡下館線の新道（約0.18 km）を供用開始[12]。
- 1974年（昭和49年）10月12日：真壁郡真壁町大字山尾 - 大字真壁（川原町交差点）の新道（約1.0 km）を供用開始[13]。
- 1977年（昭和52年）12月22日：真壁郡明野町大字猫島 - 下館市大字茂田のの狭隘路（3.114 km）を2車線化拡幅改良[14]
- 1980年（昭和55年）11月4日：石岡市のバイパス区間となる都市計画道路 村上六軒線が都市計画事業化される[1]。
- 1981年（昭和56年）3月31日：石岡市東大橋 -（国道6号交点）から石岡市村上までの区間（延長6,085 m）が、県道石岡下館線の道路区域となる[15][注釈 2]。
- 1983年（昭和58年）1月31日：真壁郡真壁町大字塙世 - 大字源法寺の道路改良バイパス道路（1.228 km）を供用開始[16]。
- 1986年（昭和61年）
  - 5月6日：真壁郡明野町大字猫島 - 下館市大字茂田の旧道（3.145 km）が指定解除され協和町道へ降格[17]。
  - 6月19日：石岡市大字石岡（ - 県道石岡常北線）のバイパスの一部（約0.7 km）が開通[18]。
- 1988年（昭和63年）2月12日：真壁郡真壁町大字塙世 - 大字源法寺の旧道（1.32 km）が指定解除され真壁町道へ降格[19]。
- 1991年（平成3年）9月20日：石岡市大字柏原 - 大字村上の区間が開通。これにより、バイパス（村上六軒線）が全線開通[20]。
- 1993年（平成5年）5月11日：建設省から、県道石岡下館が石岡下館として主要地方道に指定される[21]。
- 1995年（平成7年）3月30日：整理番号19から現在の番号（整理番号7）に変更される[22]。
- 2000年（平成12年）4月1日：茨城県石岡市石岡 - 石岡市大字村上の区間が、通行する車両の最大重量限度25トンの道路に指定される[23]。
- 2001年（平成13年）
  - 2月22日：新治郡八郷町大字上曽 - 真壁町大字山尾にバイパス（6.557 km）を新設する道路区域が決定する[24]。
  - 3月1日：真壁町大字山尾 - 同郡協和町大字桑山の区間が、通行する車両の最大重量限度25トンの道路に指定される[25]。
- 2003年（平成15年）3月27日：真壁町大字山尾地内と八郷町大字上曽地内のバイパスルートの事業計画が変更される[26]。
- 2004年（平成16年）3月22日：石岡市八軒台 - 同市大字柏原の区間が、通行する車両の高さの最高限度4.1 mの道路に指定される[27]。
- 2005年（平成17年）4月1日：現路線名である県道石岡筑西線に名称変更[28]。
- 2007年（平成19年）4月12日：石岡市府中二丁目 - 大字村上の旧道（4.34 km）が、指定解除されて市道に降格する[29]。
- 2011年（平成23年）1月24日：石岡筑西線バイパス（石岡市下林地内1.48 km）が開通する[30][31]。
- 2015年（平成27年）3月26日
  - 国道50号現道の筑西市丙（桜町交差点） - 同市西谷貝（西谷貝交差点）の1.475 km区間を石岡筑西線の路線に追加[2]。
  - 国道50号現道の筑西市丙（桜町交差点） - 同市横塚（下館バイパス横塚交差点）の2.617 km区間を石岡筑西線の路線に追加[3]。
- 2017年（平成29年）7月27日：石岡市下林地内の旧道（約1.172 km）が県道指定を解除され、石岡市道に降格[32]。
- 2018年（平成30年）3月26日：石岡市上曽 - 桜川市真壁町山尾（約5.0 km）のバイパス（上曽トンネル）事業計画変更に伴い、同バイパスの道路区域を除外[33]。
- 2019年（平成31年/令和元年）
  - 4月1日：石岡市下林の区間を、通行する車両の高さの最高限度が4.1 mの道路に指定[34]。
  - 7月31日
    - 石岡市北府中3丁目（正上内交差点） - 同市正上内間、石岡市柏原を、通行する車両の高さの最高限度が4.1 mの道路に指定[35]。
    - 石岡市北府中3丁目（正上内交差点） - 同市柏原（柏原工業団地内）間を、国際コンテナ車[注釈 3]の重量・長さ上限を引き上げる道路に指定[36]。

### 旧道
- 石岡市下林地内
茨城県石岡市下林地区のバイパスに平行する約1.2 km旧道。下林地区における旧道は、屈曲し沿道に林小学校があるにもかかわらず、朝夕が特に混雑し路線バスや大型貨物車が歩行者を避けながら走行していた。当時の交通量が一日約1万6千台と多いことから、自動車や歩行者の安全な交通の確保を目的に、茨城県が平成8年度に平行するバイパス事業に着手し、平成22年度に供用した。バイパス開通後、下林地区集落内の旧道の渋滞は解消されて2017年7月に石岡市に移管された。

## 路線状況
- 東大橋 - 村上間
東大橋 - 正上内間が4車線、そこから村上間が2車線となっている。また、石岡市西部や筑西市から国道6号に向かう車、逆に石岡市東部から西部、筑西市・桜川市方面に向かう車で終日交通量が多い。
- 村上 - 筑西市間
石岡市村上からは2車線となり、林地区を抜けて柿岡商店街を貫き、しばらく行くと筑波連山の上曽峠となる。この上曽峠は車線のない片側対面通行の山道となるにもかかわらず、大型トラック・大型バスなどが数多く通行するほか、冬季にはひとたび積雪があるとほぼ1シーズンにわたって路面凍結が発生し、梅雨・秋季などには長雨や台風の影響で崖崩れ・土砂崩れが発生する。このため、茨城県が1995年（平成7年）から事業化した石岡市上曽 - 桜川市真壁町山尾区間バイパスの建設を進めており、完成すると石岡市・桜川市間の上曽峠がトンネルで結ばれ、旧八郷町地区 - 桜川市旧真壁町地区にかけて、柿岡市街地や石岡・桜川市境付近の見通しの悪いルートを迂回するバイパスとなる予定である[37]。柿岡商店街では、八坂神社祇園祭や柿岡城まつり開催時には、一部区間が全面通行止めとなる。

道路法の規定に基づき、石岡市旭台（旭台交差点） - 筑西市丙（桜町交差点）間および、筑西市横塚（国道50号交差） - 同市西谷貝（西谷貝交差点）間は、緊急輸送道路として機能を維持するため、災害発生時の被害拡大防止を目的に道路用地内に電柱を建てることが制限されている。

### 重複区間
- 茨城県道64号土浦笠間線（石岡市柿岡 地内）
- 茨城県道42号笠間つくば線（石岡市柿岡 地内）

### 道路施設
- 行里川歩道橋（行里川交差点、石岡市石岡・行里川）
- 荒金跨線橋（JR常磐線・国道355号、石岡市荒金/杉並 - 同市正上内/北府中）
- 柏原大橋（常磐自動車道、石岡市石岡・正上内）
- 下川橋（恋瀬川、石岡市上林 - 柿岡）
- 山尾跨線橋（茨城県道505号桜川土浦潮来自転車道線、桜川市真壁町山尾 - 真壁町田）
- 塙世橋（桜川、桜川市真壁町塙世）
- 鴻巣橋（観音川、桜川市真壁町下谷貝）
- 成田橋（小貝川、筑西市成田）
- 中島橋（五行川、筑西市下中山）

### 上曽トンネルの建設計画

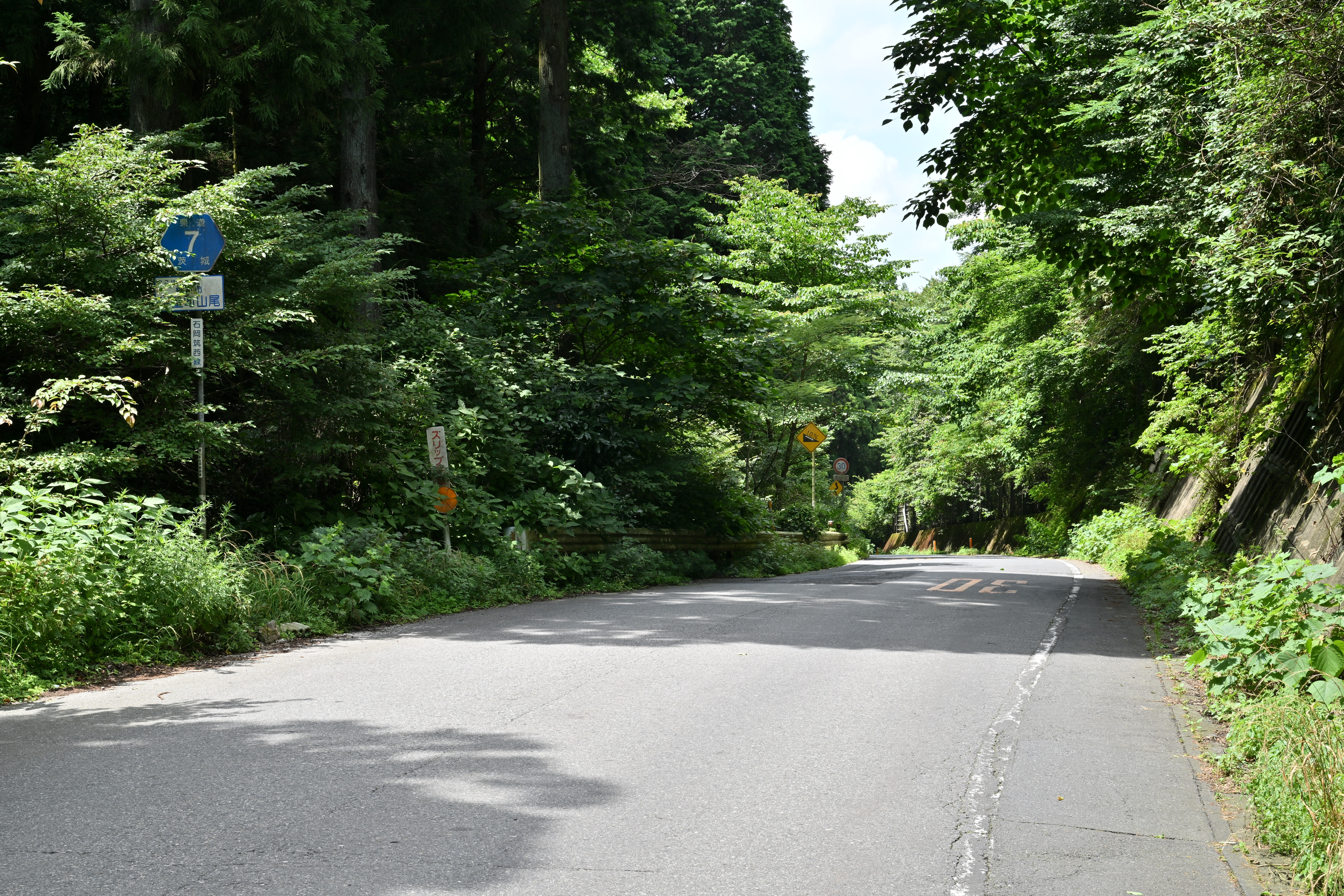
桜川市真壁町山尾の上曽峠付近（2025年7月）

上曽峠のトンネルを含むバイパスの整備は、茨城県の事業として2001年（平成13年）7月5日に起工式が行われ、真壁側が1 km、石岡側が1.7 kmの取付道路と、トンネル本体が3.5 kmとなる予定で、完成すれば県道としては日本一長いトンネルとなる見込みとされていた。計画では石岡側の取付道路に料金所の設置する予定とされていた。また、真壁側の取付道路の建設は、茨城県筑西土木事務所が受け持ち、トンネル本体は茨城県道路公社、石岡側の取付道路は土浦土木事務所が受け持ち、県の試算では建設当初の総工費は120億円としており、有料化想定では1日3600台で30年間かけて償還する見込みとしていた。その一方では、漏水や水枯れ、動植物への影響などが懸念され、トンネル建設は環境破壊につながるとする批判的な声も一部であがっていた。
工事着手後は事実上の事業が暗礁に乗り上がるなか、起工式から17年後の2018年3月になって、県による上曽トンネル建設事業計画は見直しされることになり、同区間の県道の道路区域指定は解除されている。
2019年（令和元年）時点において、県道としての事業計画から桜川市と石岡市の事業へと改められている。路線名を「桜川市道M2753号線」及び「石岡市道B3760号線」とする、全体計画延長5.58 km、トンネル区間3.54 km、石岡市側取付け道路1.01 km、桜川市側取付け道路1.08 kmからなる（仮称）上曽トンネル整備事業である。桜川市側の工事は着手されており、取付け道路の伐採工事、トンネル本体工事などが進められている。

## 地理
東大橋-正上内間は大型のロードサイド店舗や病院、大規模のガソリンスタンド、コンビニエンスストアが多く出店しており、石岡市の新市街地の一端を占めている。筑波連山の上曽峠は本路線最大の難所で、標高約50 m - 310 mまでの標高差があり、柿岡側がつづら折りの峠道、真壁側が直線形で急勾配な坂道となる。峠を越えると、真壁消防署他、桜川市役所真壁庁舎など桜川市の旧真壁町中心部を通過し、桜川市を抜けると筑西市に入り、JR下館駅や筑西市役所および国道50号の付近で茨城県道14号筑西つくば線に接続する。

### 通過する自治体
- 石岡市
- 桜川市
- 筑西市

### 交差する道路
- 国道6号（石岡市旭台1丁目・起点）
- 茨城県道52号石岡城里線（石岡市行里川）
- 国道355号（石岡市正上内）

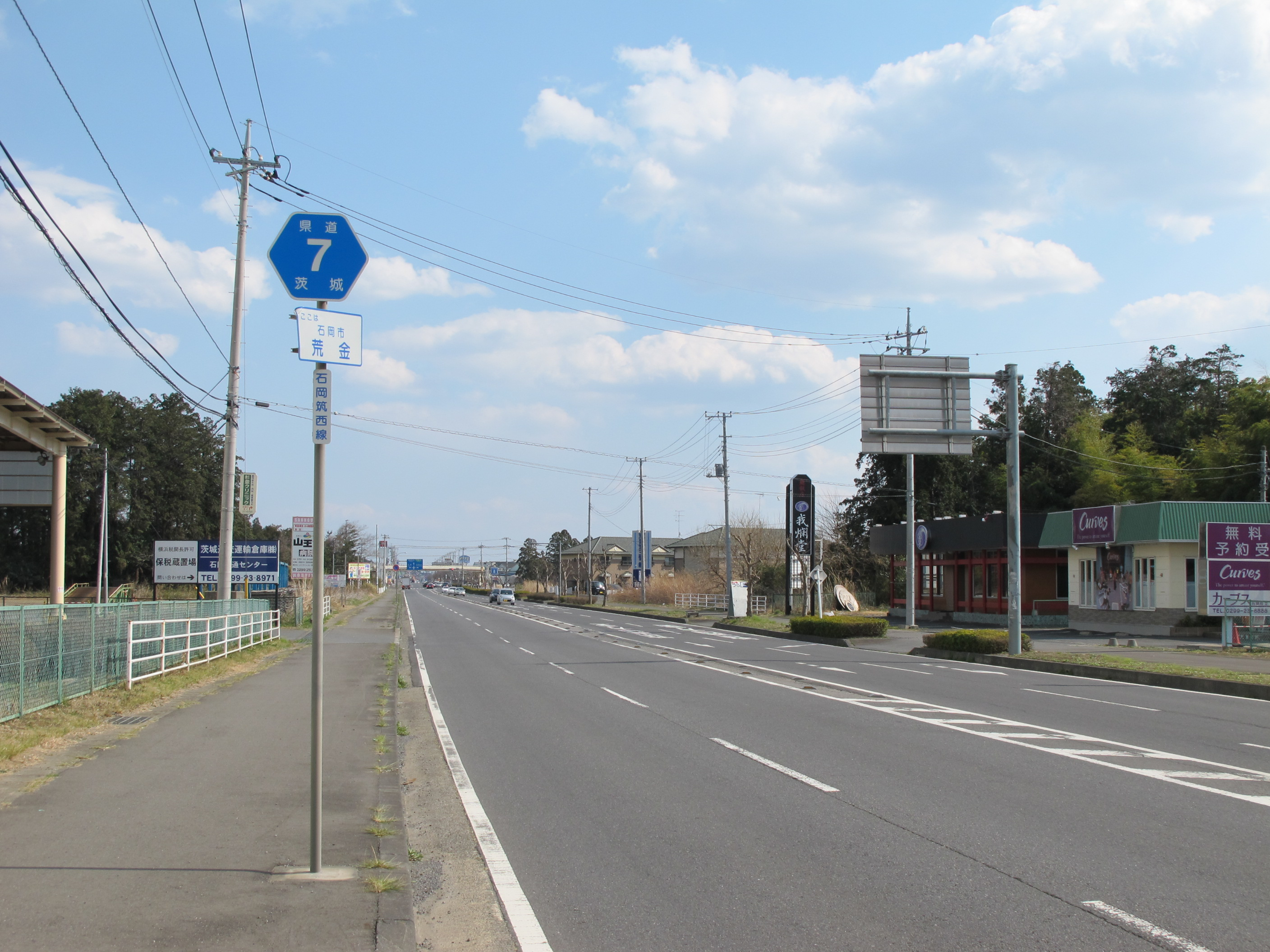
石岡市荒金（2014年3月）

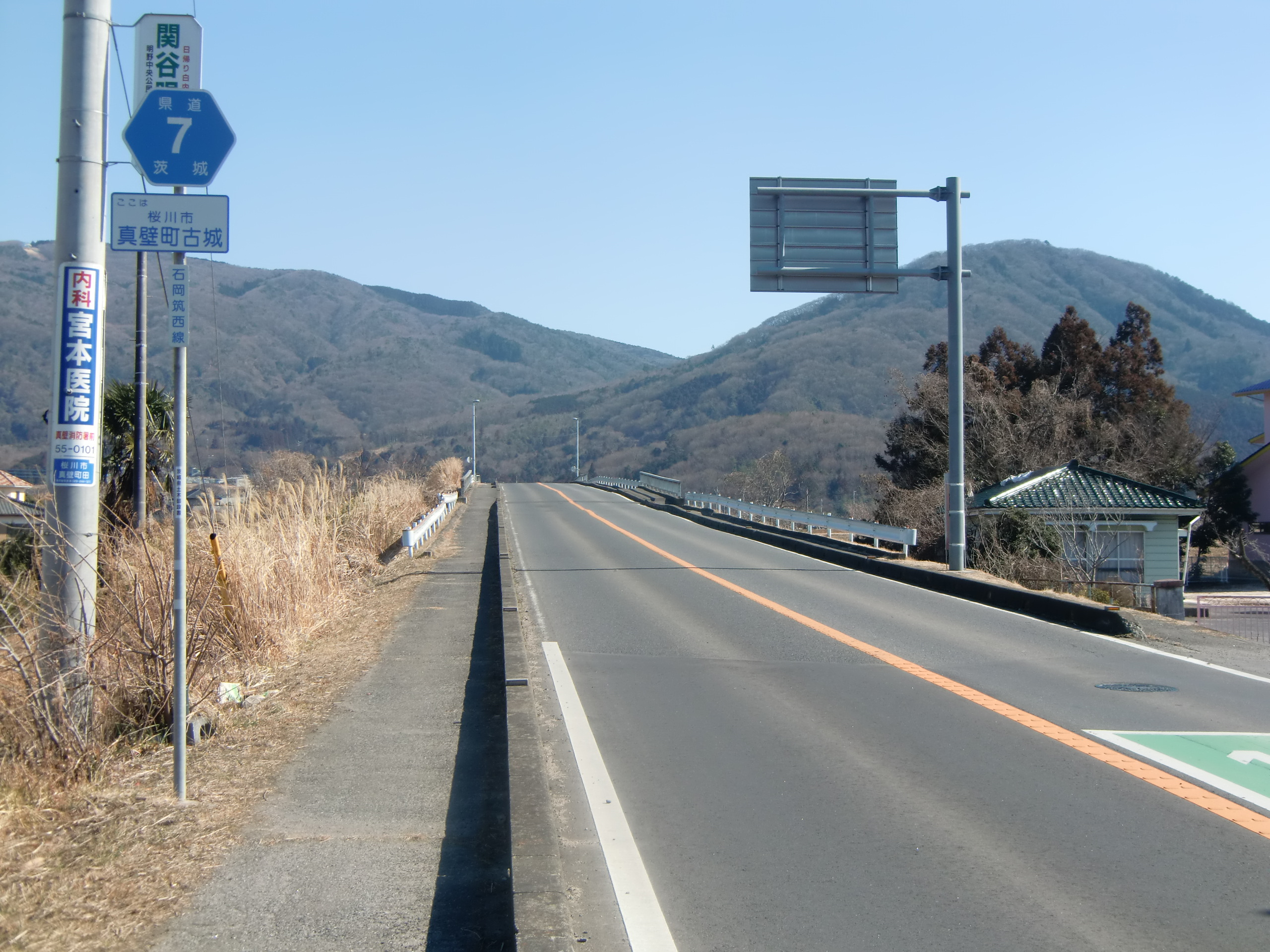
桜川市真壁町古城（2012年2月）

- 国道355号石岡岩間バイパス（石岡市柏原）
- 茨城県道64号土浦笠間線（石岡市柿岡）
- 茨城県道42号笠間つくば線（茨城県道64号土浦笠間線重複）（石岡市柿岡）
- 茨城県道42号笠間つくば線（石岡市柿岡・柿岡上宿交差点）
- フルーツライン（石岡市上曽）
- 茨城県道41号つくば益子線（桜川市真壁町山尾）
- 茨城県道505号桜川土浦潮来自転車道線（桜川市真壁町山尾）※立体交差
- 茨城県道150号月岡真壁線（桜川市真壁町真壁）
- 茨城県道131号下妻真壁線（桜川市真壁町塙世）
- 茨城県道151号荻島真壁線（桜川市真壁町塙世）
- 茨城県道148号東山田岩瀬線（桜川市真壁町細芝）
- 茨城県道45号つくば真岡線（筑西市桑山）
- 茨城県道14号筑西つくば線（筑西市下中山）
- 茨城県道7号石岡筑西線 支線（筑西市丙・桜町交差点）
- 茨城県道305号下館停車場線（筑西市甲・田町交差点）
- 国道294号（筑西市西谷貝、終点）

支線
- 茨城県道7号石岡筑西線 現道（筑西市丙・桜町交差点）
- 茨城県道14号筑西つくば線・茨城県道207号高田筑西線（筑西市横島・横島交差点）
- 茨城県道149号横塚真壁線（筑西市横塚）
- 国道50号（筑西市横塚字堂東・下館バイパス横塚入口交差点、支線終点）【北緯36度19分21.0秒 東経140度0分31.7秒 / 北緯36.322500度 東経140.008806度】

### 沿線にある施設など
- イオン石岡店（石岡ショッピングセンターぱれっと）
- 常磐自動車道石岡バスストップ
- 柏原工業団地（石岡市柏原）
- JGMゴルフクラブやさと石岡コース（石岡市下林）
- 東筑波カントリークラブ（石岡市上林）
- 柿岡商店街（石岡市）
- 青丘学院つくば中学校・高等学校（茨城県立八郷高等学校 跡地）
- 上曽峠（石岡市・桜川市境）
- 重要伝統的建造物群保存地区真壁（桜川市）
- 茨城県立真壁高等学校（桜川市真壁町飯塚）
- 桜川市役所真壁庁舎（桜川市真壁町飯塚）
- 桜川警察署（桜川市真壁町塙世）
- 茨城県県西総合公園（筑西市茂田）
- 筑西市役所（筑西市下中山）